# Chelidonium russoi
Chelidonium russoi là một loài bọ cánh cứng trong họ Cerambycidae.